# Jaguarão
Jaguarão é um município brasileiro do estado do Rio Grande do Sul. Localizado no extremo sul do país e fronteiriço ao Uruguai, o município é visto pelo governo federal como alternativa de travessia internacional pelo rio Jaguarão. Em 25 de março de 2009, o Senado Federal do Brasil aprovou a construção de uma nova ponte, em acordo com o país vizinho, assinado em 2007. A ligação acontecerá com a cidade uruguaia de Rio Branco. Foi também onde ocorreu, na Guerra do Uruguai, a Batalha do Jaguarão.
O Conjunto Histórico e Paisagístico de Jaguarão foi tombado pelo Instituto do Patrimônio Histórico e Artístico Nacional.

## História
O começo de Jaguarão remonta a 1802 com um acampamento militar fundado às margens do Rio Jaguarão pelo tenente-coronel Manuel Marques de Sousa. Em 1777, com o Tratado de Santo Ildefonso, o município de Jaguarão ficava em terras espanholas. A primeira vila que começou a se formar a partir de 1751 no Rio Grande do Sul foi Rio Grande que, com a invasão dos espanhóis em 1763, transferiu sua sede de governo para Viamão.
Com Dom João VI no Brasil, em 1808 e 1809, são criados definitivamente os municípios de Porto Alegre, Rio Grande, Rio Pardo e Santo Antônio da Patrulha. Cachoeira do Sul, vizinha de Rio Pardo, foi criada dez anos mais tarde. Em dezembro de 1830 criaram-se Pelotas e Piratini e em outubro de 1831, Alegrete, Caçapava do Sul, São José do Norte e Triunfo.
Jaguarão foi elevada a vila em 6 de julho de 1832, sendo o 12º município do estado. Situa-se na parte meridional do estado, na fronteira com a cidade de Rio Branco no Uruguai, às margens do Rio Jaguarão, que nasce na região montanhosa perto do município de Pinheiro Machado e corre aproximadamente em direção norte-sul até atingir as alturas de Aceguá, voltando-se depois para noroeste-sudeste, marcando a partir desta parte o limite entre as faixas centro-sul do estado e centro-oriental do Uruguai. Passa entre Rio Branco e o município de Jaguarão e deságua na Lagoa Mirim. Seu curso é de aproximadamente 270 quilômetros.
Uma das principais causas da criação de Jaguarão, foi a falta de acesso à justiça do então vila do Espírito Santo do Serrito no Jaguarão. Mesmo elevado a vila em outubro de 1832, o município propriamente dito demorou a se instalar. Em 22 de maio de 1833 o município de Jaguarão desmembrou-se de Rio Grande e deu posse aos seus primeiros vereadores.
O município é conhecido por suas belas portas e está conservada e preservada por seus habitantes, exceto a Enfermaria Militar. Os exemplos de arquitetura Eclética do centro da cidade datam de 1876 e de 1920, com frisos e marquises, e portas em estilo artesanal português.

## Geografia
| Variação demográfica do município entre 1872 e 2022 |
|                                                     |
| Fonte: DGE (1890-1920); IBGE (1940-atual)           |

Localiza-se a uma latitude -32º33'58" sul e a uma longitude 53º22'33" oeste, estando a uma altitude de 26 metros. Sua área é de 2.054 km². Sua população segundo o censo 2010 estava próxima de 28 mil pessoas.
Jaguarão possui o recorde oficial a maior temperatura registrada no Rio Grande do Sul (até 2022), de 42,6 °C em 1° de janeiro de 1943, conforme o Instituto Nacional de Meteorologia (INMET). Dados mais recentes de uma estação meteorológica automática do mesmo órgão, em operação desde janeiro de 2007, indicam que a menor temperatura registrada em Jaguarão foi de −2,6 °C em 30 de julho de 2007 e a maior atingiu 40,4 °C em 26 de dezembro de 2013. O menor índice de umidade relativa do ar (URA) ocorreu em 25 de dezembro de 2010, de apenas 12%. A maior rajada de vento foi registrada em 18 de agosto de 2015, chegando a 32 m/s (115,2 km/h).
| Dados climatológicos para Jaguarão                                             | Dados climatológicos para Jaguarão | Dados climatológicos para Jaguarão | Dados climatológicos para Jaguarão | Dados climatológicos para Jaguarão | Dados climatológicos para Jaguarão | Dados climatológicos para Jaguarão | Dados climatológicos para Jaguarão | Dados climatológicos para Jaguarão | Dados climatológicos para Jaguarão | Dados climatológicos para Jaguarão | Dados climatológicos para Jaguarão | Dados climatológicos para Jaguarão | Dados climatológicos para Jaguarão |
| Mês                                                                            | Jan                                | Fev                                | Mar                                | Abr                                | Mai                                | Jun                                | Jul                                | Ago                                | Set                                | Out                                | Nov                                | Dez                                | Ano                                |
| ------------------------------------------------------------------------------ | ---------------------------------- | ---------------------------------- | ---------------------------------- | ---------------------------------- | ---------------------------------- | ---------------------------------- | ---------------------------------- | ---------------------------------- | ---------------------------------- | ---------------------------------- | ---------------------------------- | ---------------------------------- | ---------------------------------- |
| Temperatura máxima recorde (°C)                                                | 39,8                               | 37,4                               | 36,5                               | 33,8                               | 30,7                               | 29,6                               | 29,6                               | 31,8                               | 33,9                               | 34,4                               | 36,8                               | 40,4                               | 40,4                               |
| Temperatura máxima média (°C)                                                  | 29,5                               | 28,4                               | 26,1                               | 22,6                               | 19,2                               | 17,3                               | 17,4                               | 18,5                               | 20,4                               | 23,1                               | 26,1                               | 26,4                               | 22,9                               |
| Temperatura média (°C)                                                         | 23,7                               | 22,7                               | 20,7                               | 17,2                               | 14,2                               | 12,7                               | 12,6                               | 13,6                               | 15,6                               | 17,9                               | 20,4                               | 20,6                               | 17,7                               |
| Temperatura mínima média (°C)                                                  | 18                                 | 17,1                               | 15,3                               | 11,9                               | 9,3                                | 8,1                                | 7,9                                | 8,8                                | 10,8                               | 12,8                               | 14,7                               | 14,8                               | 12,5                               |
| Temperatura mínima recorde (°C)                                                | 10,4                               | 8,1                                | 6,3                                | 1,8                                | 0,8                                | −1,8                               | −2,6                               | −0,6                               | 0,3                                | 1,9                                | 4,6                                | 7,4                                | −2,6                               |
| Precipitação (mm)                                                              | 98                                 | 107                                | 100                                | 98                                 | 98                                 | 114                                | 111                                | 108                                | 118                                | 101                                | 85                                 | 79                                 | 1 217                              |
| Fontes: Climate-Data.org (médias) e Instituto Nacional de Meteorologia (INMET) |                                    |                                    |                                    |                                    |                                    |                                    |                                    |                                    |                                    |                                    |                                    |                                    |                                    |

## Pontos turísticos
- Ponte Internacional Barão de Mauá inaugurada em 1930, uma das maiores obras da fronteira unindo Jaguarão a Rio Branco;
- Casa de Cultura Pompílio Neves de Freitas;
- Prédio da Estação Férrea. Hoje pertence a loja Maçônica;
- Ruínas da enfermaria militar;
- Igreja Matriz do Divino Espírito Santo, com altares esculpidos a mão;
- Igreja Imaculada Conceição em estilo neogótico;
- Museu Carlos Barbosa Gonçalves - Prédio constituído em 1886 em estilo Neoclássico, com 656m², residência do ex-presidente da província. Dr. Carlos Barbosa, transformada em museu e que permanece até hoje como se ainda fosse habitada;
- Praça Dr. Alcides Marques;
- Teatro Esperança;
- Hangar da Varig do início do século XX, hoje abandonado;
- Cinema Regente, hoje funciona como rodoviária;
- Mercado Público Municipal - Início da construção em 1864 e concluída em julho de 1867. O Mercado Público Municipal, construído em estilo colonial português, tem formato de “U”, e traz um pátio interno, como as antigas casas portuguesas. Foi tombado pelo IPHAE, em 1990, está localizado num local privilegiado, pois de seu prédio avista-se o rio Jaguarão e a Ponte Internacional Mauá.
- O Cerro da Pólvora, de onde se descortina uma vista panorâmica da cidade;
- Balneário da Lagoa Mirim, do lado uruguaio, paraíso ecológico, onde funciona o Cassino Oficial, convite para quem gosta de arriscar.
- Praça Comendador Azevedo (Praça do Regente);
- Rua 20 de Setembro, batizada Beira Rio;
- Rua 15 de Novembro, batizada Rua das Portas;
- Associação Cemitério das Irmandades;
- Casa de Cultura;
- Instituto Histórico e Geográfico de Jaguarão;
- Santa Casa de Caridade de Jaguarão;
- Biblioteca Pública Municipal;
- Praça do Desembarque;
- Parque do Sindicato Rural;

## Arquitetura
Encontra-se um acervo esplendoroso, conservado nas construções que datam da metade do século XIX. Mais de 800 prédios estão catalogados na Prefeitura Municipal por suas fachadas que conservam vários estilos arquitetônicos, onde predomina a beleza dos portais, obras artesanais de ramo primor.

## Tradições
Jaguarão possui dois centros de tradições:
O CTG Rincão da Fronteira e o CTG Lanceiros da Querência que cultivam a história gaúcha e realizam vários eventos durante o ano todo, com destaque para o 27 de Janeiro, data que deu origem à denominação de “Cidade Heroica” à Jaguarão. Há um Piquete que cultua bastante as tradições gaúchas e recentemente foi colocado no calendário da prefeitura na semana farroupilha, o PTG Raízes da Fronteira.

## Economia
É baseada na pecuária, agricultura com predominância da cultura de arroz, comércio diversificado e turismo.

## Localização
Está situado sua parte mais meridional do Brasil, na rota do Mercosul, e é o menor caminho entre Porto Alegre e Montevidéu.

## Educação

### Instituições Educacionais
- Escola Municipal de Ensino Fundamental Padre Pagliani
- Escola Municipal de Ensino Fundamental Marechal Castelo Branco
- Escola Municipal de Ensino Fundamental Manoel Pereira Vargas
- Escola Municipal de Ensino Fundamental Marcílio Dias
- Escola Municipal de Ensino Fundamental Fernando Correa Ribas
- Escola Municipal de Ensino Básico Lauro Ribeiro
- Escola Municipal de Ensino Fundamental Ceni Soares Dias
- Escola Estadual de Ensino Fundamental Dr. Alcides Marques
- Escola Estadual de Ensino Fundamental Joaquim Caetano da Silva
- Escola Estadual de Ensino Fundamental Pio XII
- Escola Estadual de Ensino Fundamental e Médio Hermes Pintos Affonso
- Escola Estadual de Ensino Fundamental DR. Manoel Amaro Junior
- CECAR (Colégio Estadual Carlos Alberto Ribas)
- I.E.E.E.S (Instituto Estadual de Educação Espírito Santo)
- Escola Especial José Luiz Piúma
- Colégio Nélson Wortmann (Particular)
- IFSUL (Instituto Federal de Educação, Ciência e Tecnologia) (IFSUL)
- UNIPAMPA (Universidade Federal do Pampa)
- Unopar
- Centro de Aprendizagem Atitude

## Carnaval

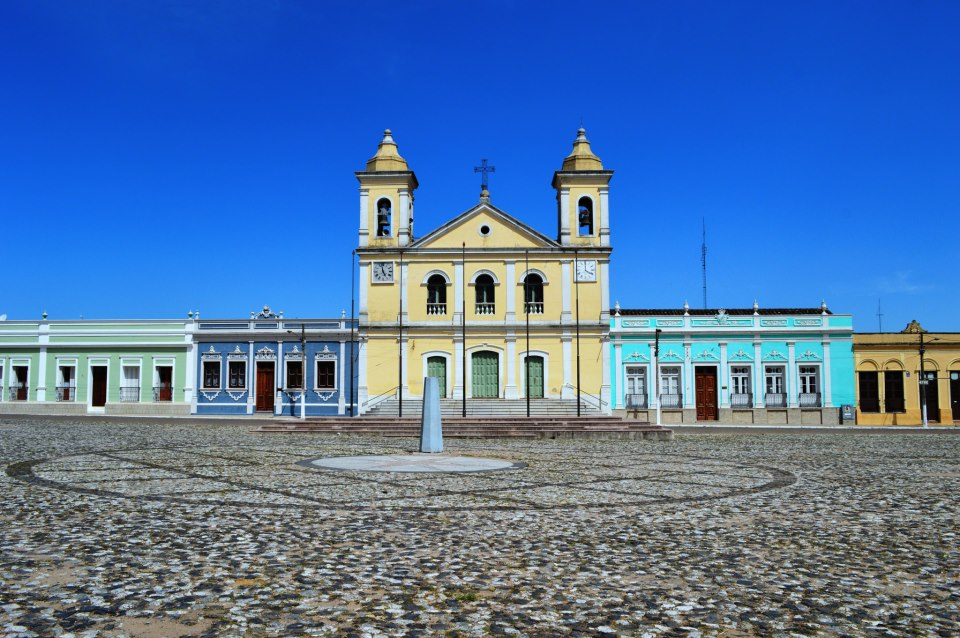
Centro histórico, onde ocorre o carnaval de rua de Jaguarão. Foto: Lino Marques Cardoso

O Carnaval de Jaguarão fez com que a cidade de Jaguarão passasse a ser popularmente chamada de "Salvador do Sul", em referência a grande festa que também ocorre na cidade de Salvador (Bahia). O carnaval de rua chega a reunir 30 mil foliões nas noites de maior movimento, entre moradores da fronteira com o Uruguai e turistas da região, sendo considerado um dos maiores carnavais de rua do Sul do Rio Grande do Sul. As principais atrações são os trios elétricos, blocos e as tradicionais escolas de samba da cidade.

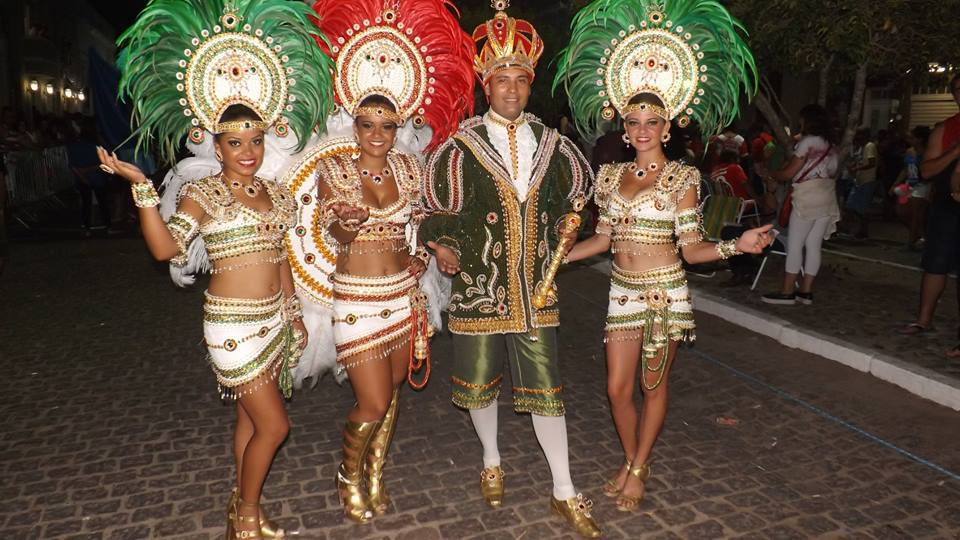
Corte do carnaval de Jaguarão 2017. Foto: Julio Carlos R. Raymundo

### Blocos
- Bloco do Derli
- Bloco do Janjão
- Mono Bloco VTT
- Prata da Casa

### Escolas de Samba
- Escola de Samba Aguenta se Puder
- Escola de Samba Palestina
- Sociedade Beneficente e Recreativa Estrela D'Alva

### Trios Elétricos
- Acanhados
- Choppados
- Malandro é Malandro
- Marajás do Trago
- SAC - Unidos do Garajão
- Trem Bala
- Trio do Cravo